# Manon Moutinho
Pour les articles homonymes, voir Moutinho.
Manon Moutinho, née le 9 février 1997, est une cavalière de voltige française.

## Carrière
Elle se distingue tout d’abord par équipe aux championnats du Monde de 2016 au Mans en remportant la médaille d’or avec la team Noroc représentant la France.
Aux Championnats du monde 2022, elle est médaillée d'or en voltige individuelle ainsi qu'en Coupe des nations et médaillée d'argent en voltige par équipes.